# هفتاد و دومین جوایز امی ساعات پربیننده
هفتاد و دومین جوایز امی ساعات پربیننده (به انگلیسی: 72nd Primetime Emmy Awards) از بهترین برنامه‌های تلویزیونی ایالات متحده در ساعات پربیننده که از ۱ ژوئن ۲۰۱۹ تا ۲۱ مه ۲۰۲۰ توسط آکادمی علوم و هنرهای تلویزیون انتخاب شدند، تقدیر کرد. مراسم قرار بود در ابتدا در تئاتر مایکروسافت در لس آنجلس برگزار شود اما با توجه به دنیاگیری کووید-۱۹، در شرایطی که برندگان از راه‌دور از خانه یا مکان‌های دیگر سخنرانی می‌کردند، در استیپلز سنتر در ۲۰ سپتامبر ۲۰۲۰ برگزار شده و توسط ای‌بی‌سی در ایالات متحده پخش شد. پیش از آن هفتاد و دومین جوایز امی ساعات پربیننده هنرهای خلاق در ۱۴، ۱۵، ۱۶، ۱۷ و ۱۹ سپتامبر برگزار شده‌بود. جیمی کیمل میزبان مراسم بود.
نامزدها در ۲۸ ژوئیه ۲۰۲۰ توسط لاورن کاکس، جاش گد، لزلی جونز و تاتیانا مازلانی معرفی شدند. نگهبانان با ۱۱ نامزدی بالاتر از وراثت با ۱۰ و اوزراک با ۹ نامزدی، پیشتاز بود.
شتز کریک کمدی موقعیت (سیت‌کام) کانادایی به اولین مجموعه کمدی یا درام تبدیل شد که در یک سال واحد، در هر ۴ رده اصلی بازیگری برنده می‌شود. همچنین اولین مجموعه کمدی یا درام است که در یک سال واحد تمام ۷ جایزه عمده را می‌برد. این نمایش برای فصل آخرش در کنار دو جایزه امی هنرهای خلاقی که بدست آورد، بیشترین تعداد جایزه در یک سال واحد را در میان مجموعه‌های کمدی کسب کرد. دن لوی به اولین فردی تبدیل شد که برای نقشش به‌عنوان تهیه‌کننده، بازیگر، کارگردان و نویسنده شتز کریک، در یک سال واحد در هر چهار رشته اصلی برنده جایزه می‌شود. وراثت مجموعه تلویزیونی درام تولیدشده توسط اچ‌بی‌او، و مجموعه تلویزیونی کوتاه نگهبانان نیز هر کدام ۴ جایزه دریافت کردند.

## برندگان و نامزدها
برندگان در ابتدا و به‌صورت پررنگ آورده شده‌اند:

### برنامه‌ها
| مجموعه تلویزیونی کمدی برجسته | مجموعه تلویزیونی درام برجسته |
| --- | --- |
| - شتز کریک (پاپ تی‌وی) - زیاد ذوق‌زده نشو (اچ‌بی‌او) - مرده از نظر من (نتفلیکس) - جای خوب (ان‌بی‌سی) - ناامن (اچ‌بی‌او) - روش کامینسکی (نتفلیکس) - خانم میزل شگفت‌انگیز (پرایم ویدئو) - آنچه در سایه انجام می‌دهیم (اف‌ایکس) | - وراثت (اچ‌بی‌او) - بهتره با ساول تماس بگیری (ای‌ام‌سی) - تاج (نتفلیکس) - سرگذشت ندیمه (هولو) - کشتن ایو (بی‌بی‌سی آمریکا) - مندلورین (دیزنی+) - اوزارک (نتفلیکس) - چیزهای عجیب (نتفلیکس) |
| مجموعه تلویزیونی کوتاه برجسته | مجموعه تلویزیونی گفتگوهای متنوع برجسته |
| - نگهبانان (اچ‌بی‌او) - آتش‌های کوچک در همه جا (هولو) - خانم آمریکا (اف‌ایکس در هولو) - باورنکردنی (نتفلیکس) - ناراست‌کیش (نتفلیکس)                                                                                    | - هفته پیش امشب با جان اولیور (اچ‌بی‌او) - نمایش روزانه (کمدی سنترال) - فول فرانتال با سامانتا بی (تی‌بی‌اس) - جیمی کیمل لایو! (ای‌بی‌سی) - د لیت شو ویت استیون کلبر (سی‌بی‌اس)              |
| برنامه رقابتی برجسته | |
| - روپولز درگ ریس (وی‌اچ‌وان) - خواننده نقاب دار (فاکس) - میخکوبش کن! (نتفلیکس) - تاپ شف (براوو) - د ویس (ان‌بی‌سی) | |

### بازیگری

#### اجرای نقش اول
| بازیگر نقش اول مرد برجسته در مجموعه کمدی | بازیگر نقش اول زن برجسته در مجموعه کمدی |
| --- | --- |
| - یوجین لوی در نقش جانی رز در شتز کریک (قسمت: «زمین») (پاپ تی‌وی) - آنتونی اندرسون در نقش آندره «دره» جانسون سنیور، در بلک-ایش (قسمت: «عشق، قایق») (ای‌بی‌سی) - دان چیدل در نقش موریس «مو» مونرو در دوشنبه سیاه (قسمت: «قراره کی باشی؟») (شوتایم) - تد دنسن در نقش مایکل در جای خوب (قسمت: «هروقت که تو آماده‌ای») (ان‌بی‌سی) - مایکل داگلاس در نقش سندی کامینسکی در روش کامینسکی (قسمت: «فصل ۱۲: میل جنسی در سردخانه می‌نشیند») (نتفلیکس) - رامی یوسف در نقش رامی حسن در رامی (قسمت: «آیا در مقابل شیخت برهنه‌ای») (هولو) | - کاترین اوهارا در نقش مویرا رز در شتز کریک (قسمت: «حادثه») (پاپ تی‌وی) - کریستینا اپل‌گیت در نقش جن هاردینگ در مرده از نظر من (قسمت: «تو نیستی، منم») (نتفلیکس) - ریچل بروزناهان در نقش میریام «میج» مایزل در خانم میزل شگفت‌انگیز (قسمت: «یک دختر یهودی وارد آپولو می‌شود…») (پرایم ویدئو) - لیندا کاردلیانی در نقش جودی هیل در برای من مرده (قسمت: «اگه فقط می‌دونستی») (نتفلیکس) - ایسا رِی در نقش عیسی دین در ناامن (قسمت: «شادی کم‌مایه») (اچ‌بی‌او) - تریسی الیس راس در نقش دکتر رینبو «بو» جانسون در بلک-ایش (قسمت: «بحران زندگی کودک») (ای‌بی‌سی) |
| بازیگر نقش اول مرد برجسته در مجموعه درام | بازیگر نقش اول زن برجسته در مجموعه درام |
| - جرمی استرانگ در نقش کندال روی در وراثت (قسمت: «این بخاطر اشک‌ها نیست») (اچ‌بی‌او) - جیسون بیتمن در نقش مارتین «مارتی» برد در اوزارک (قسمت: «سو کازا اس می کازا») (نتفلیکس) - استرلینگ کی براون در نقش رندال پیرسون در این ما هستیم (قسمت: «پس از آتش») (ان‌بی‌سی) - استیو کرل در نقش میچ کسلر در برنامه صبحگاهی (قسمت: «تنها در بالا») (اپل تی‌وی+) - برایان کاکس در نقش لوگان روی در وراثت (قسمت: «شکار») (اچ‌بی‌او) - بیلی پورتر در نقش پری تل در ژست (قسمت: «امروز عشق نیازمند عشق») (اف‌ایکس)                         | - زندیا در نقش رو بِنت در سرخوشی (قسمت: «مجبور میشی نگاه کنی») (اچ‌بی‌او) - جنیفر آنیستون در نقش الکس لِوی در برنامه صبحگاهی (قسمت: «در شب تاریک روح، همیشه ساعت ۳:۳۰ بامداد است») (اپل تی‌وی+) - الیویا کلمن در نقش الیزابت دوم در تاج (قسمت: «کری دی کور») (نتفلیکس) - جودی کومر در نقش امسانا آستانکوا / ویلانل در کشتن ایو (قسمت: «آیا از پینری؟») (بی‌بی‌سی آمریکا) - لورا لینی در نقش وندی برد در اوزارک (قسمت: «آتش صورتی») (نتفلیکس) - ساندرا اوه در نقش ایو پولاستری در کشتن ایو (قسمت: «تو رهبری می‌کنی یا من؟») (بی‌بی‌سی آمریکا)              |
| بازیگر نقش اول مرد برجسته در مینی‌سریال یا فیلم | بازیگر نقش اول زن برجسته در مینی‌سریال یا فیلم |
| - مارک رافلو در نقش دومنک و توماس بردسی در می‌دونم این اندازه درسته (اچ‌بی‌او) - جرمی آیرونز در نقش آزیمندیس (کمیک) در نگهبانان (اچ‌بی‌او) - هیو جکمن در نقش دکتر فرانک تاسون در آموزش بد (اچ‌بی‌او) - پاول مسکل در نقش کانل والدرون در مردم عادی (هولو) - جرمی پاپ در نقش آرچی کولمن در هالیوود (نتفلیکس) | - رجینا کینگ در نقش آنجلا ابار / سیستر نایت در نگهبانان (اچ‌بی‌او) - کیت بلانشت در نقش فیلیس شلفلی در خانم آمریکا (اف‌ایکس در هولو) - شیرا هاس در نقش استر «استی» شاپیرو در ناراست‌کیش (نتفلیکس) - اکتاویا اسپنسر در نقش مادام سی.جی. واکر در خود ساخته (نتفلیکس) - کری واشینگتن در نقش میا وارن در آتش‌های کوچک در همه جا (هولو) |

#### اجرای نقش مکمل
| بازیگر نقش مکمل مرد برجسته در مجموعه کمدی | بازیگر نقش مکمل زن برجسته در مجموعه کمدی |
| --- | --- |
| - دن لوی در نقش دیوید رز در شتز کریک (قسمت: «پایان خوش») (پاپ تی‌وی) - ماهرشالا علی در نقش شیخ علی ملک در رامی (قسمت: «عمر کوچولو») (هولو) - آلن آرکین در نقش نورمن نیولندر در روش کامینسکی (قسمت: «فصل ۱۴: یک راز افشا می‌شود، یک معلم حرف می‌زند») (نتفلیکس) - آندره بروگر در نقش کاپیتان ری هالت در بروکلین نه-نه (قسمت: «خون‌بها») (ان‌بی‌سی) - استرلینگ کی براون در نقش رجی در خانم میزل شگفت‌انگیز (قسمت: «پنتی پوز») (پرایم ویدئو) - ویلیام جکسون هارپر در نقش چیدی آناگونیه در جای خوب (قسمت: «هروقت آماده‌ای») (ان‌بی‌سی) - تونی شالهوب در نقش اِیب وایسمن در خانم میزل شگفت‌انگیز (قسمت: «رادیوی شگفت‌انگیز») (پرایم ویدئو) - کینن تامسون در نقش شخصیت‌های گوناگون در پخش زنده شنبه شب (قسمت: «در خانه شماره ۲») (ان‌بی‌سی) | - انی مورفی در نقش الکسیس رز در شتز کریک (قسمت: «کت ریاست‌جمهوری») (پاپ تی‌وی) - الکس بورستین در نقش سوسی مایرسون در خانم میزل شگفت‌انگیز (قسمت: «رادیوی شگفت‌انگیز») (پرایم ویدئو) - دارسی کاردن در نقش جانت در جای خوب (قسمت: «تغییر کردی، مرد») (ان‌بی‌سی) - بتی گیلپین در نقش دبی «لیبرتی بل» ایگان در گلو (قسمت: «کریسمس بسیار درخشان») (نتفلیکس) - مارین هینکل در نقش رز وایسمن در خانم میزل شگفت‌انگیز (قسمت: «یک دختر یهودی وارد آپولو می‌شود…») (پرایم ویدئو) - کیت مک‌کینون در نقش شخصیت‌های گوناگون در پخش زنده شنبه شب (قسمت: «میزبان: دنیل کریگ») (ان‌بی‌سی) - اِوون اورجی در نقش مولی کارتر در ناامن (قسمت: «زیان کم‌شدت») (اچ‌بی‌او) - سسیلی استرانگ در نقش شخصیت‌های گوناگون در پخش زنده شنبه شب (قسمت: «میزبان: ادی مورفی») (ان‌بی‌سی) |
| بازیگر نقش مکمل مرد برجسته در مجموعه درام | بازیگر نقش مکمل زن برجسته در مجموعه درام |
| - بیلی کروداپ در نقش کوری الیسون در برنامه صبحگاهی (قسمت: «آشوب کوکائین جدید است») (اپل تی‌وی+) - نیکولاس براون در نقش گرگ هرش در وراثت (قسمت: «این بخاطر اشک‌ها نیست») (اچ‌بی‌او) - کیرن کالکین در نقش رومن روی در وراثت (قسمت: «ترن هاوِن») (اچ‌بی‌او) - مارک دوپلاس در نقش چارلی «چیپ» بلک در برنامه صبحگاهی (قسمت: «مصاحبه») (اپل تی‌وی+) - جانکارلو اسپوزیتو در نقش گاس فرینگ در بهتره با ساول تماس بگیری (قسمت: «جی‌ام‌ام») (ای‌ام‌سی) - متیو مک‌فادین در نقش تام وامسگنز در وراثت (قسمت: «این بخاطر اشک‌ها نیست») (اچ‌بی‌او) - برادلی وایتفورد در نقش فرمانده جوزف لاورنس در سرگذشت ندیمه (قسمت: «قربانی») (هولو) - جفری رایت در نقش برنارد لوو در وست‌ورلد (قسمت: «نظریه بحران») (اچ‌بی‌او)                                      | - جولیا گارنر در نقش روث لنگمور در اوزارک (قسمت: «در مواقع اضطراری») (نتفلیکس) - هلنا بونهام کارتر در نقش شاهدخت مارگارت در تاج (قسمت: «کری دی کور») (نتفلیکس) - لورا درن در نقش رناتا کلاین در دروغ‌های کوچک بزرگ (قسمت: «قلب‌های قصه‌گو») (اچ‌بی‌او) - تندی نیوتون در نقش مِیو ملِی در وست‌ورلد (قسمت: «خط زمستان") (اچ‌بی‌او) - فیونا شو در نقش کارولین مارتنز در کشتن ایو (قسمت: «شکست‌های مدیریت») (بی‌بی‌سی آمریکا) - سارا اسنوک در نقش سیوبهان «شیو» روی در وراثت (قسمت: «کاخ تابستانی») (اچ‌بی‌او) - مریل استریپ در نقش مری لوئی رایت در دروغ‌های کوچک بزرگ (قسمت: «می‌خواهم بدانم») (اچ‌بی‌او) - سمیرا وایلی در نقش مویرا استراند در سرگذشت ندیمه (قسمت: «قربانی») (هولو)                                                                      |
| بازیگر نقش مکمل مرد برجسته در مینی‌سریال یا فیلم | بازیگر نقش مکمل زن برجسته در مینی‌سریال یا فیلم |
| - یحیی عبدالمتین دوم در نقش دکتر منهتن در نگهبانان (قسمت: «حرکت خدا به سمت ابار») (اچ‌بی‌او) - جوان آدپو در نقش ویل ریوِز جوان در نگهبانان (قسمت: «این موجود خارق‌العاده») (اچ‌بی‌او) - تایتس برگس در نقش تیتوس اندرومدون در کیمی اشمیت شکست‌ناپذیر: کیمی در برابر کشیش (نتفلیکس) - لوئیس گوست، جونیور، در نقش ویل ریوِز در نگهبانان (قسمت: «ببین چطور پرواز می‌کنند») (اچ‌بی‌او) - دیلان مک‌درموت در نقش ارنست «ارنی» وست در هالیوود (قسمت: «مگ») (نتفلیکس) - جیم پارسونز در نقش هنری ویلسون در هالیوود (قسمت: «قانون‌شکنان») (نتفلیکس) | - اوزو ادوبا در نقش شرلی چیزم در خانم آمریکا (قسمت: «شرلی») (اف‌ایکس در هولو) - تونی کولت در نقش کارآگاه گریس راسموسن در باورنکردنی (قسمت: «قسمت ۶») (نتفلیکس) - مارگو مارتیندال در نقش بلا ابزوگ در خانم آمریکا (قسمت: «بلا») (اف‌ایکس در هولو) - جین اسمارت در نقش سیلک اسپکتر در نگهبانان (قسمت: «او توسط آشغال‌های فضایی کشته‌شد») (اچ‌بی‌او) - هالند تیلور در نقش اِلن کینکِید در هالیوود (قسمت: «پرش») (نتفلیکس) - تریسی آلمن در نقش بتی فریدان در خانم آمریکا (قسمت: «بتی») (اف‌ایکس در هولو) |

### کارگردانی
| کارگردانی برجسته مجموعه تلویزیونی کمدی | کارگردانی برجسته مجموعه تلویزیونی درام |
| --- | --- |
| - شتز کریک (قسمت: «پایان خوش»)، کارگردان اندرو سیویدینو و دن لوی (پاپ تی‌وی) - کبیر (قسمت: «کبیر»)، کارگردان مت شکمن (هولو) - خانم میزل شگفت‌انگیز (قسمت: «این کمدی است یا دله‌دزدی»)، کارگردان ایمی شرمن-پالادینو (پرایم ویدئو) - خانم میزل شگفت‌انگیز (قسمت: «رادیوی شگفت‌انگیز»)، کارگردان دنیل پالادینو (پرایم ویدئو) - خانواده امروزی (قسمت: «پایان، بخش ۲»)، کارگردان گِیل مانکوسو (ای‌بی‌سی) - رامی (قسمت: «میاخلیفه. موو»)، کارگردان رامی یوسف (هولو) - ویل و گریس (قسمت: «ما لوسی را دوست داریم»)، کارگردان جیمز باروز (ان‌بی‌سی) | - وراثت (قسمت: «شکار»)، کارگردان آندری پارک (اچ‌بی‌او) - تاج (قسمت: «ابرفن»)، کارگردان بنجامین کارون (نتفلیکس) - تاج (قسمت: «کری دی کور»)، کارگردان جسیکا هابس (نتفلیکس) - هوملند (قسمت: «زندانی‌های جنگ»)، کارگردان لزلی لینکا گلتر (شوتایم) - برنامه صبحگاهی (قسمت: «مصاحبه»)، کارگردان میمی لدر (اپل تی‌وی+) - اوزارک (قسمت: «آتش صورتی»)، کارگردان آلیک ساخارف (نتفلیکس) - اوزارک (قسمت: «سو کازا اس می کازا»)، کارگردان بن سمانوف (نتفلیکس) - وراثت (قسمت: «این بخاطر اشک‌ها نیست»)، کارگردان مارک مایلود (اچ‌بی‌او) |
| کارگردانی برجسته مجموعه، فیلم یا نمایش ویژه کوتاه | |
| - ناراست‌کیش، کارگردان ماریا شرادر (نتفلیکس) - آتش‌های کوچک در همه جا (قسمت: «یه راه پیدا کن»)، کارگردان لین شلتون (هولو) (پس از مرگ) - مردم عادی (قسمت: «قسمت ۵»)، کارگردان لنی آبراهامسون (هولو) - نگهبانان (قسمت: «تابستان است و یخ‌مان رو به اتمام است»)، کارگردان نیکول کاسل (اچ‌بی‌او) - نگهبانان (قسمت: «ترس جزئی از رعد و برق»)، کارگردان استف گرین (اچ‌بی‌او) - نگهبانان (قسمت: «این موجود خارق‌العاده»)، کارگردان استیون ویلیامز (اچ‌بی‌او)                                                                                      | |

### نویسندگی
| نویسندگی برجسته مجموعه کمدی | نویسندگی برجسته مجموعه درام |
| --- | --- |
| - شتز کریک (قسمت: «پایان خوش»)، نویسنده دن لوی (پاپ تی‌وی) - جای خوب (قسمت: «هروقت که آماده‌ای»)، نویسنده مایکل شور (ان‌بی‌سی) - کبیر (قسمت: «کبیر»)، نویسنده تونی مک‌نامارا (هولو) - شتز کریک (قسمت: «کت ریاست‌جمهوری»)، نویسنده دیوید وست رید (پاپ تی‌وی) - آنچه در سایه انجام می‌دهیم (قسمت: «همکاری»)، نویسنده سم جانسون و کریس مارسیل (اف‌ایکس) - آنچه در سایه انجام می‌دهیم (قسمت: «ارواح»)، نویسنده پل سیمس (اف‌ایکس) - آنچه در سایه انجام می‌دهیم (قسمت: «در حال دویدن»)، نویسنده استفانی رابینسون (اف‌ایکس) | - وراثت (قسمت: «این بخاطر اشک‌ها نیست»)، نویسنده جسی آرمسترانگ (اچ‌بی‌او) - بهتره با ساول تماس بگیری (قسمت: «جاده انتخاب بد»)، نویسنده توماس اشنوز (ای‌ام‌سی) - بهتره با ساول تماس بگیری (قسمت: «بگمن»)، نویسنده گوردون اسمیت (ای‌ام‌سی) - تاج (قسمت: «ابرفن»)، نویسنده پیتر مورگان (نتفلیکس) - اوزارک (قسمت: «آل این»)، نویسنده کریس ماندی (نتفلیکس) - اوزارک (قسمت: «دعوای رئیس»)، نویسنده جان شیبان (نتفلیکس) - اوزارک (قسمت: «آتش صورتی»)، نویسنده میکی جانسون (نتفلیکس) |
| نویسندگی برجسته مجموعه، فیلم یا نمایش ویژه کوتاه | |
| - نگهبانان (قسمت: «این موجود خارق‌العاده»)، نویسنده دیمون لیندلوف و کورد جفرسون (اچ‌بی‌او) - خانم آمریکا (قسمت: «شرلی»)، نویسنده تانیا بارفیلد (اف‌ایکس در هولو) - مردم عادی (قسمت: «قسمت ۳»)، نویسنده سالی رونی و آلیس برچ (هولو) - باورنکردنی (قسمت: «قسمت ۱»)، نویسنده سوزانا گرانت، مایکل شیبن و آیلت والدمن (نتفلیکس) - ناراست‌کیش (قسمت: «بخش ۱»)، نویسنده آنا وینگر (نتفلیکس) | |

### بیشترین نامزدی عمده
برنامه‌هایی که چندین نامزدی عمده را بر پایه تعداد نامزدی‌ها در هر کار و شبکه دریافت کرده‌اند، در زیر فهرست شده‌اند:
| تعداد نامزدی | نمایش                     | شبکه           |
| ------------ | ------------------------- | -------------- |
| ۱۱           | نگهبانان                  | اچ‌بی‌او         |
| ۱۰           | وراثت                     | اچ‌بی‌او         |
| ۹            | اوزارک                    | نتفلیکس        |
| ۸            | خانم میزل شگفت‌انگیز       | پرایم ویدئو    |
| ۸            | شتز کریک                  | پاپ تی‌وی       |
| ۶            | تاج                       | نتفلیکس        |
| ۶            | خانم آمریکا               | اف‌ایکس در هولو |
| ۵            | جای خوب                   | ان‌بی‌سی         |
| ۵            | برنامه صبحگاهی            | اپل تی‌وی پلاس  |
| ۴            | بهتره با ساول تماس بگیری  | ای‌ام‌سی         |
| ۴            | هالیوود                   | نتفلیکس        |
| ۴            | کشتن ایو                  | بی‌بی‌سی آمریکا  |
| ۴            | ناراست‌کیش                 | نتفلیکس        |
| ۴            | آنچه در سایه انجام می‌دهیم | اف‌ایکس         |
| ۳            | مرده از نظر من            | نتفلیکس        |
| ۳            | سرگذشت ندیمه              | هولو           |
| ۳            | ناامن                     | اچ‌بی‌او         |
| ۳            | روش کامینسکی              | نتفلیکس        |
| ۳            | آتش‌های کوچک در همه جا     | هولو           |
| ۳            | مردم عادی                 | هولو           |
| ۳            | رامی                      | هولو           |
| ۳            | پخش زنده شنبه شب          | ان‌بی‌سی         |
| ۳            | باورنکردنی                | نتفلیکس        |
| ۲            | دروغ‌های کوچک بزرگ         | اچ‌بی‌او         |
| ۲            | بلک-ایش                   | ای‌بی‌سی         |
| ۲            | کبیر                      | هولو           |
| ۲            | وست‌ورلد                   | اچ‌بی‌او         |

| تعداد نامزدی | شبکه          |
| ------------ | ------------- |
| ۳۷           | نتفلیکس       |
| ۳۲           | اچ‌بی‌او        |
| ۱۴           | هولو          |
| ۱۱           | اف‌ایکس        |
| ۱۱           | ان‌بی‌سی        |
| ۸            | پاپ           |
| ۸            | پرایم ویدئو   |
| ۵            | اپل تی‌وی+     |
| ۴            | ای‌بی‌سی        |
| ۴            | ای‌ام‌سی        |
| ۴            | بی‌بی‌سی آمریکا |
| ۲            | شوتایم        |

### بیشترین جایزه عمده
| تعداد جایزه | نمایش    | شبکه     |
| ----------- | -------- | -------- |
| ۷           | شتز کریک | پاپ تی‌وی |
| ۴           | وراثت    | اچ‌بی‌او   |
| ۴           | نگهبانان | اچ‌بی‌او   |

| تعداد جایزه | شبکه     |
| ----------- | -------- |
| ۱۱          | اچ‌بی‌او   |
| ۷           | پاپ تی‌وی |
| ۲           | نتفلیکس  |

## یادداشت
1. ↑  فرشتگان در آمریکا به‌عنوان مینی‌سریال، تمام هفت جایزه عمده در سال ۲۰۰۴ را از آن خود کرد.[۸]
2. ↑  خروجی‌های فهرست‌شده برای هر برنامه، شبکه‌ها یا خدمات استریم ایالات متحده‌ای هستند که در نامزدی‌ها مشخص‌شده‌اند و برای برخی تولیدات بین‌المللی با پخش‌کننده‌(ها)ای که از ابتدا برنامه را سفارش‌داده‌اند متفاوت هستند.

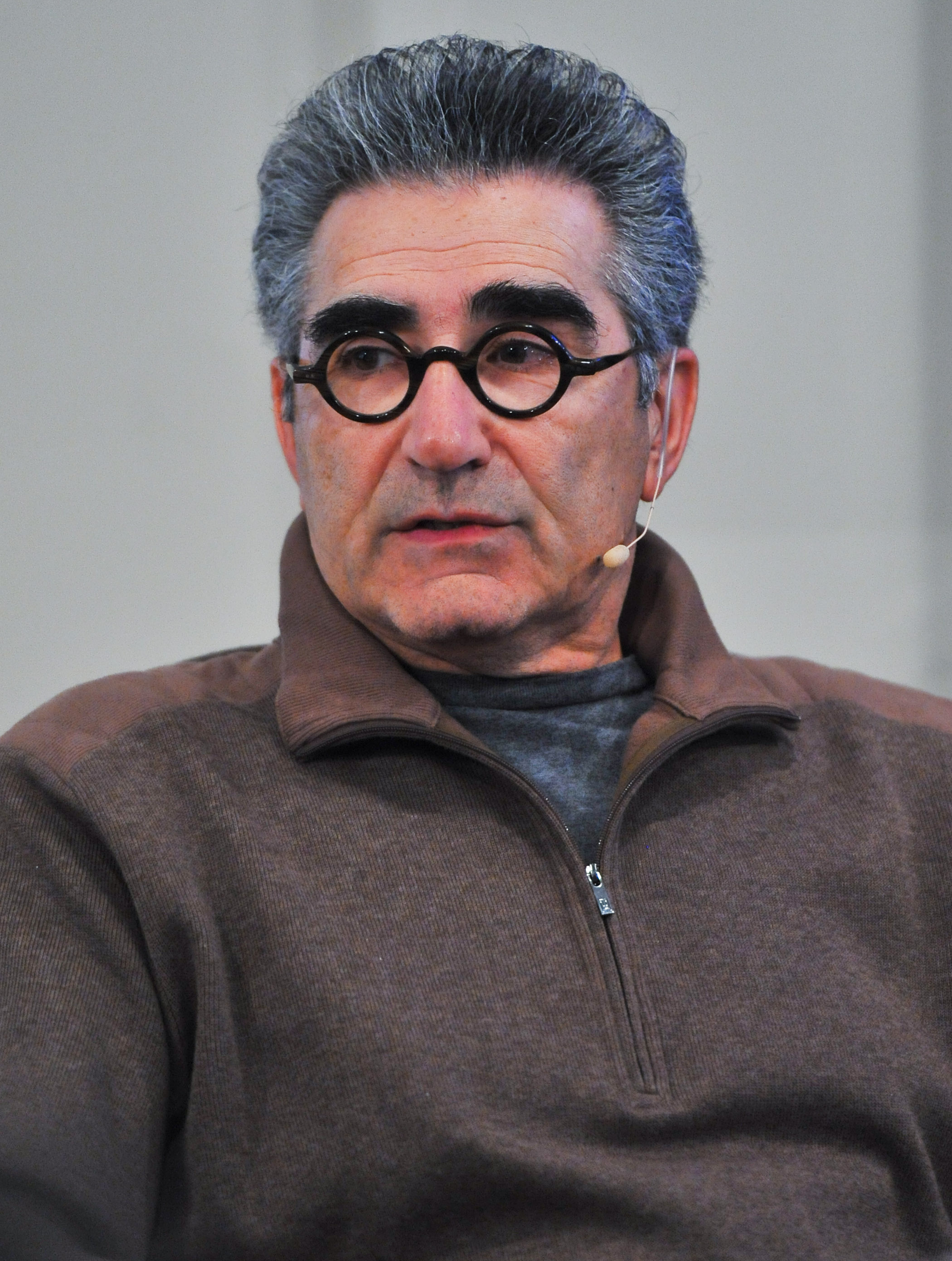
یوجین لوی، برنده بازیگر نقش اول مرد برجسته در مجموعه تلویزیونی کمدی

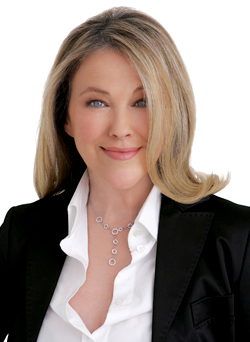
کاترین اوهارا، برنده بازیگر نقش اول زن برجسته در مجموعه تلویزیونی کمدی

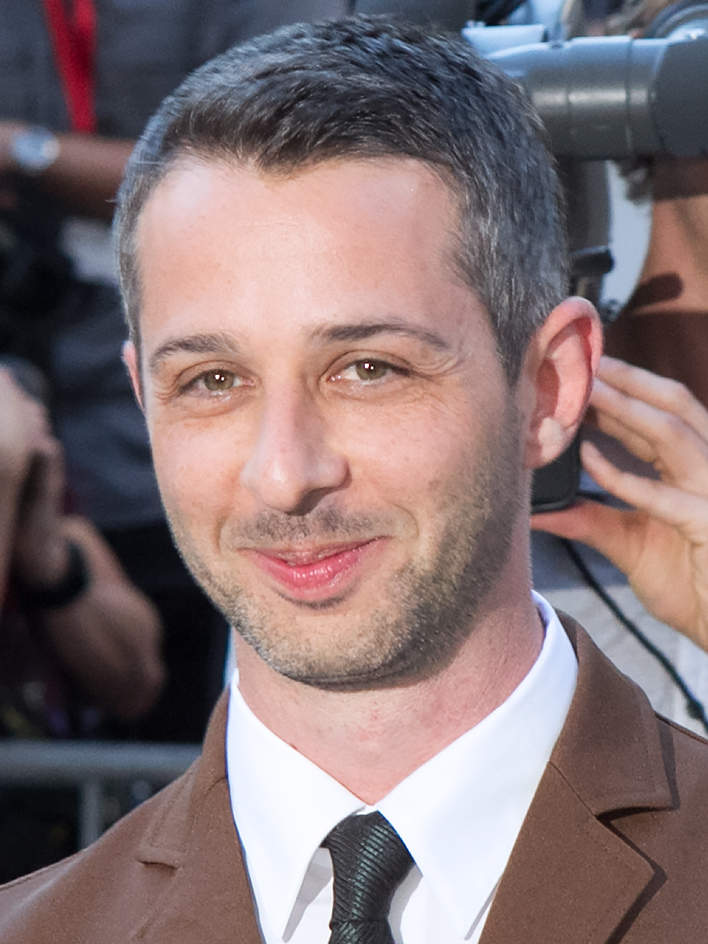
جرمی استرانگ، برنده بازیگر نقش اول مرد برجسته در مجموعه تلویزیونی درام

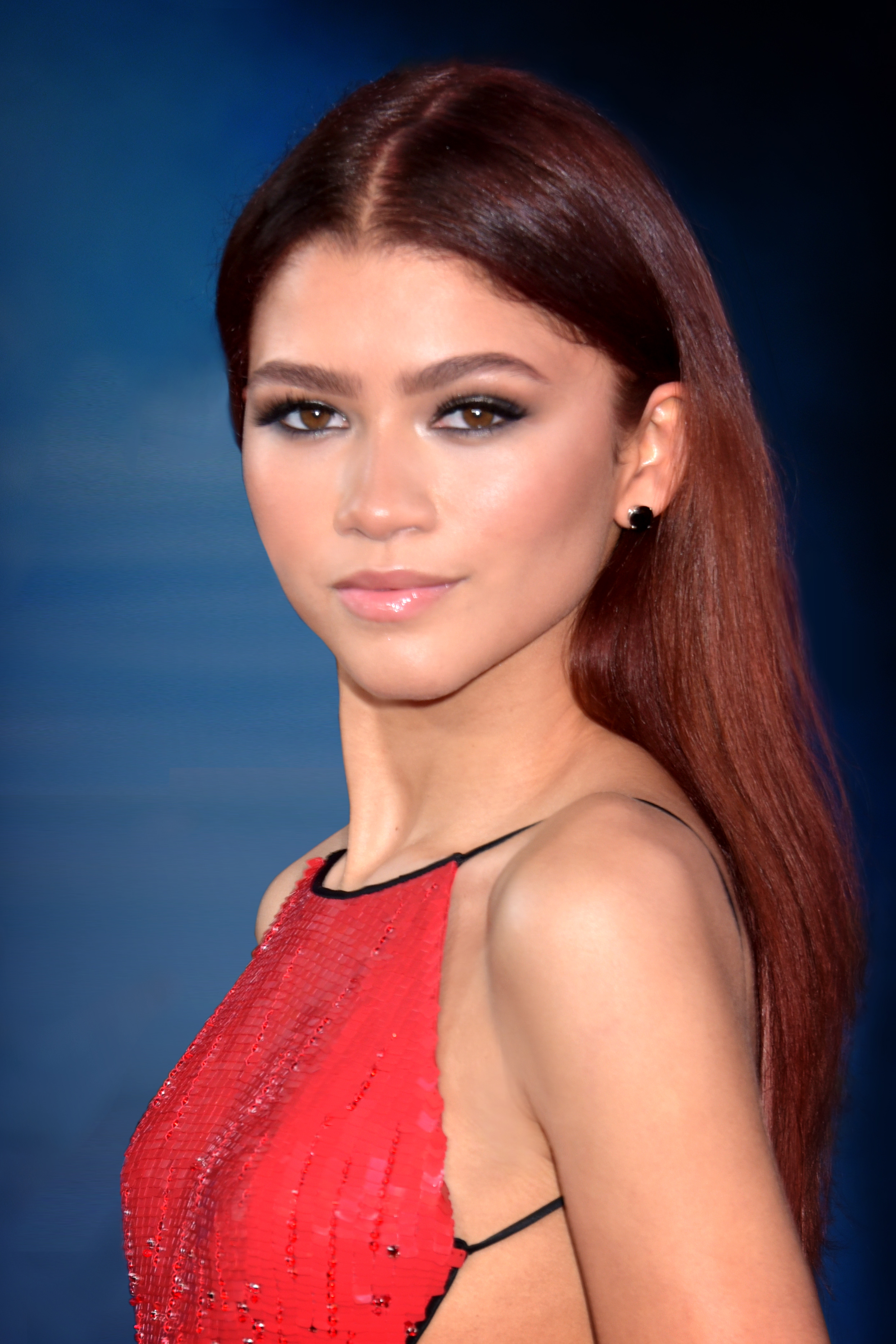
زندیا، برنده بازیگر نقش اول زن برجسته در مجموعه تلویزیونی درام

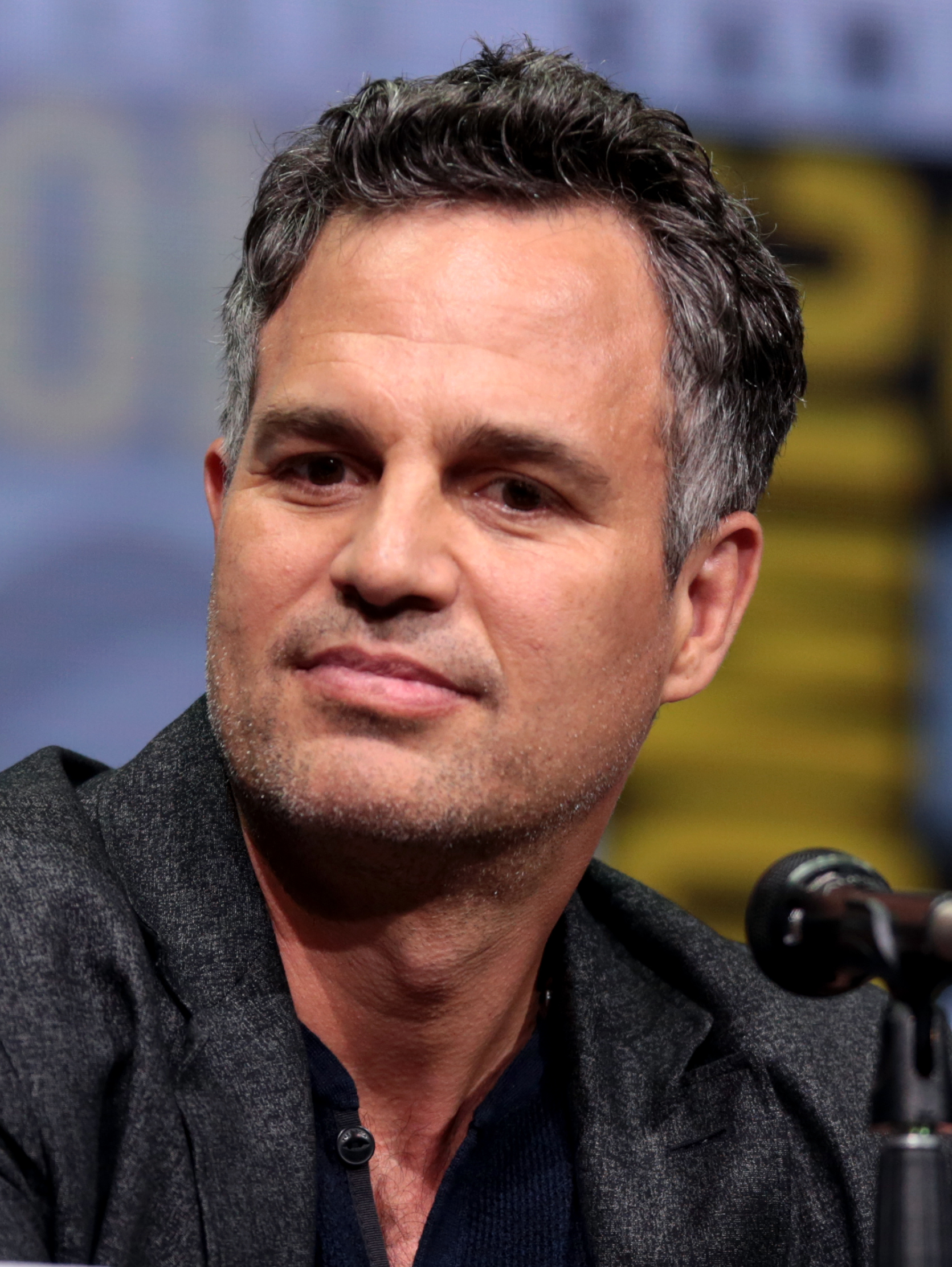
مارک رافلو، برنده بازیگر نقش اول مرد برجسته در مجموعه تلویزیونی یا فیلم کوتاه

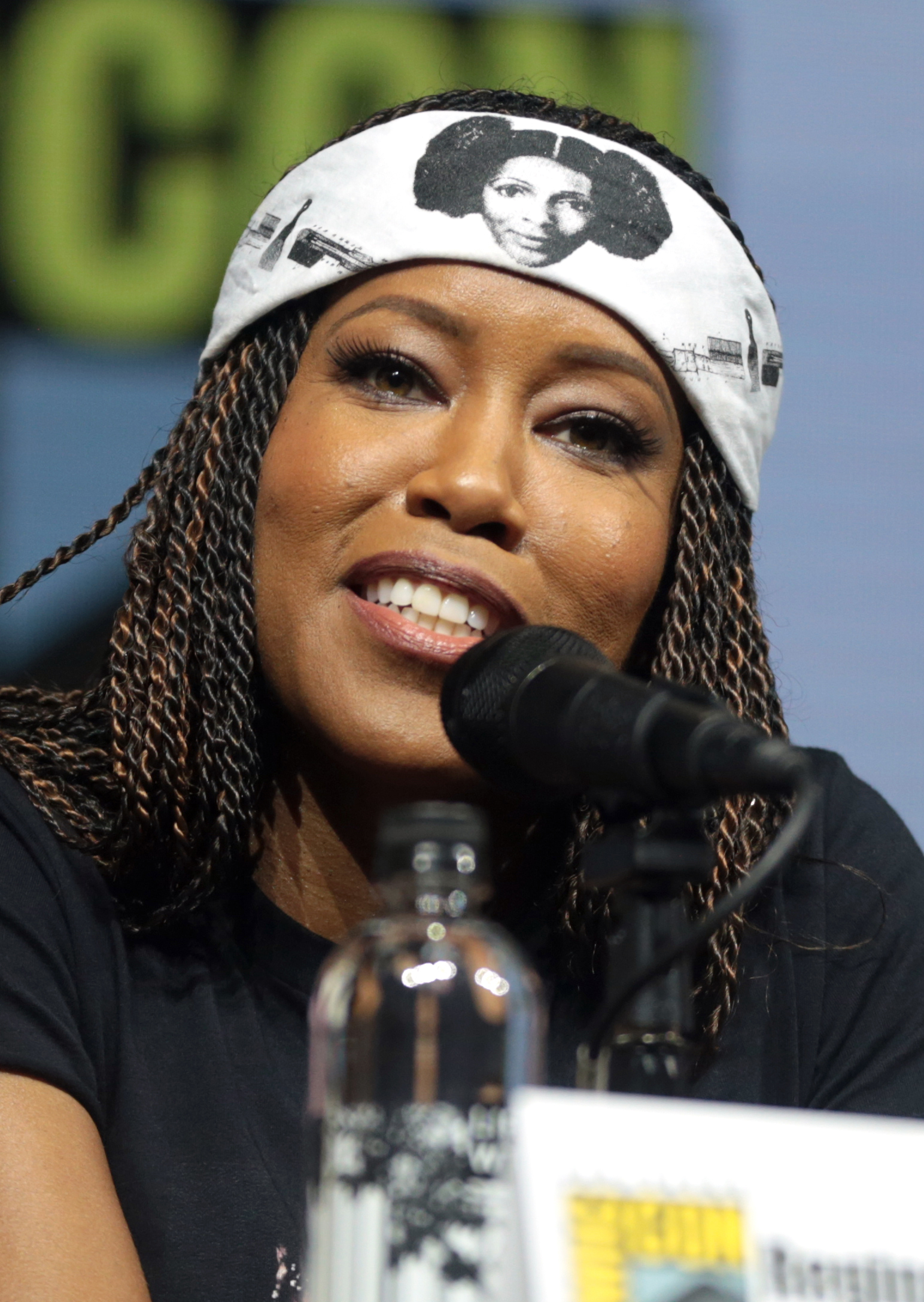
رجینا کینگ، برنده بازیگر نقش اول زن برجسته در مجموعه تلویزیونی یا فیلم کوتاه

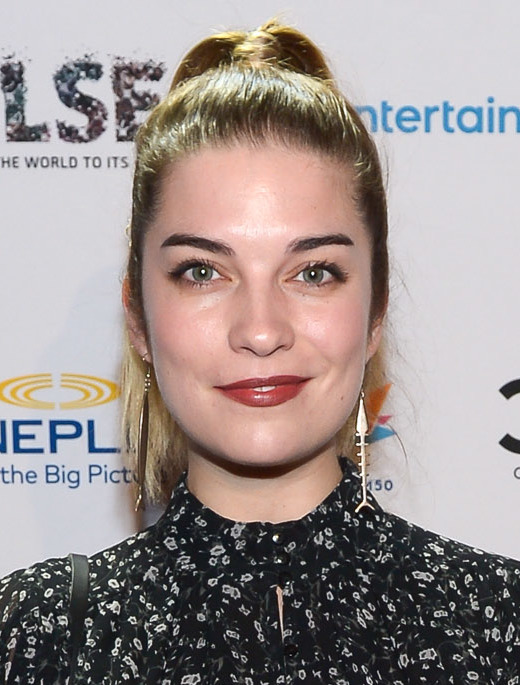
انی مورفی، برنده بازیگر نقش مکمل زن برجسته در مجموعه تلویزیونی کمدی

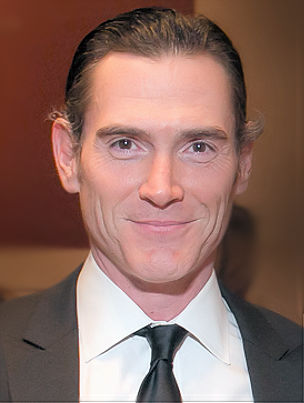
بیلی کروداپ، برنده بازیگر نقش مکمل مرد برجسته در مجموعه تلویزیونی درام

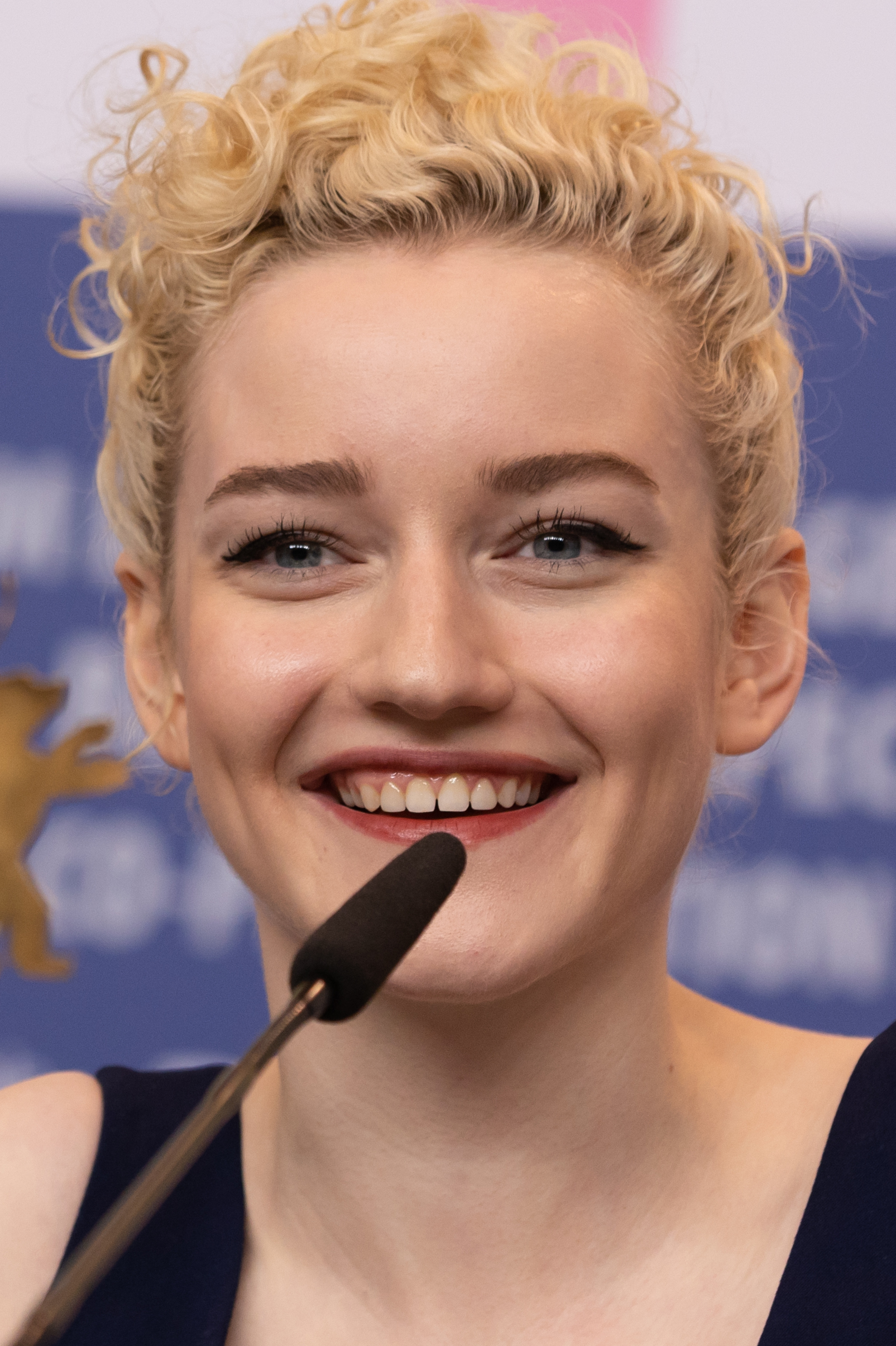
جولیا گارنر، برنده بازیگر نقش مکمل زن برجسته در مجموعه تلویزیونی درام

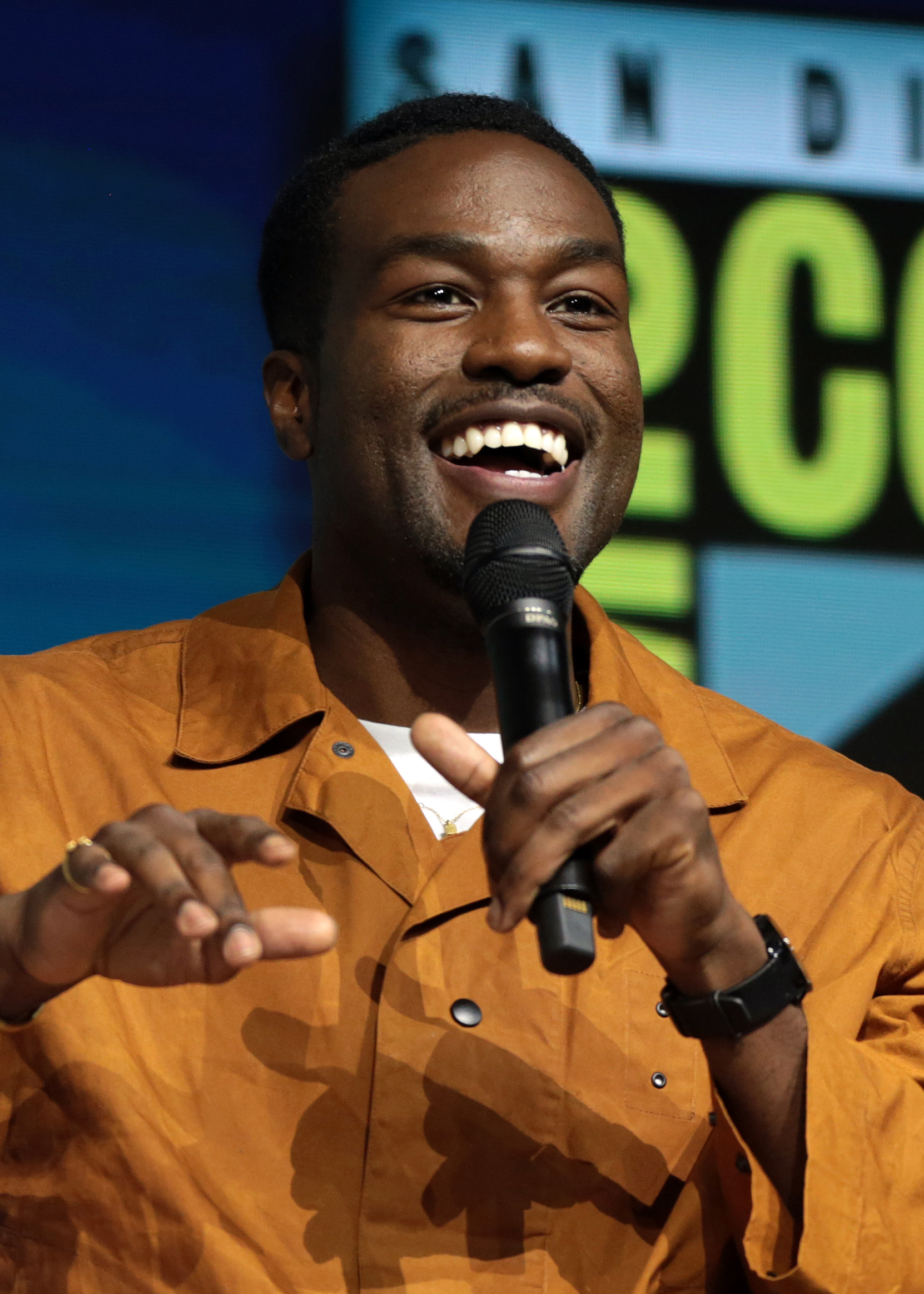
یحیی عبدالمتین دوم، برنده بازیگر نقش مکمل مرد برجسته در مجموعه تلویزیونی یا فیلم کوتاه

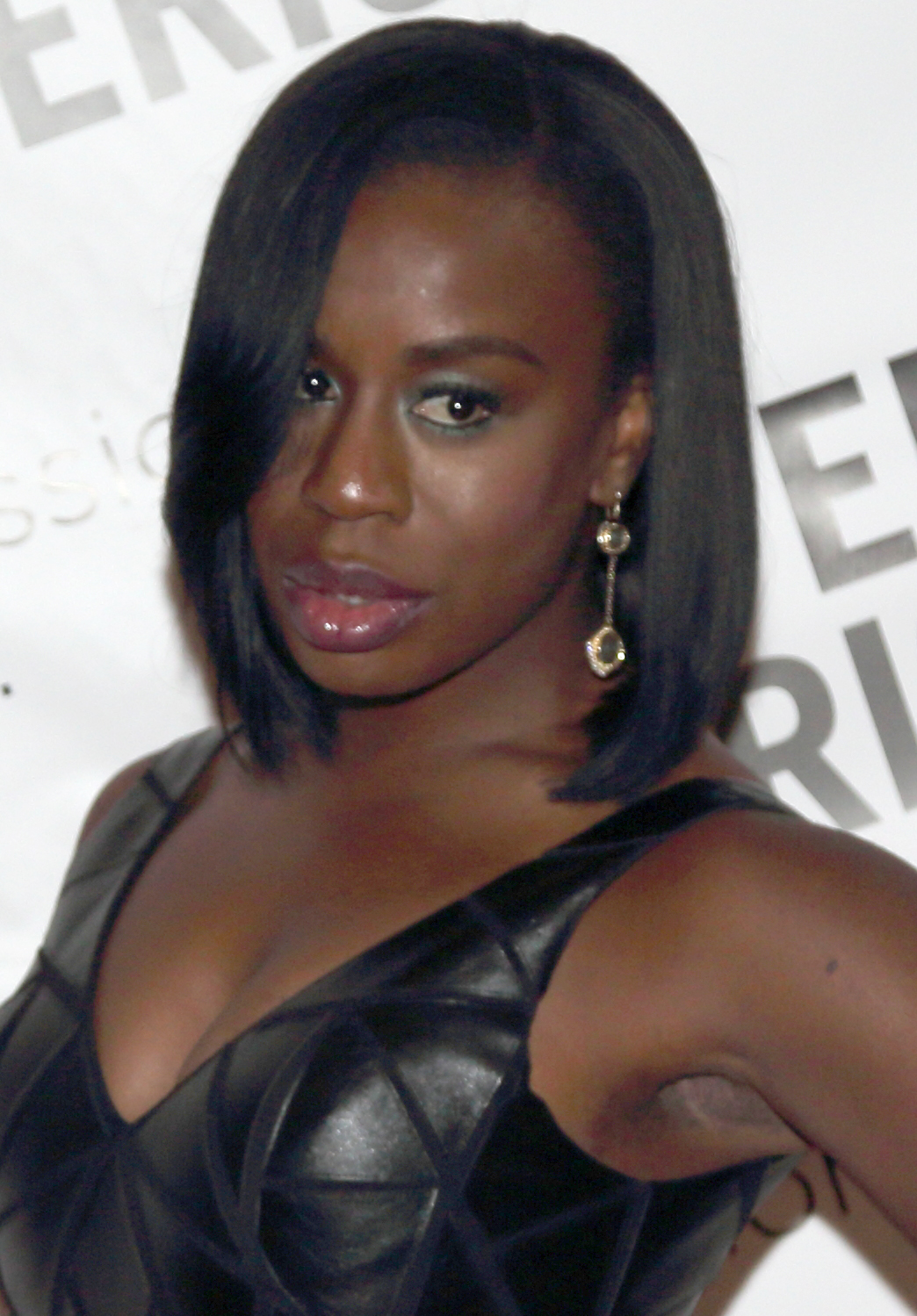
اوزو ادوبا، برنده بازیگر نقش مکمل زن برجسته در مجموعه تلویزیونی یا فیلم کوتاه

3. ↑  «عمده» رده‌های فهرست‌شده در بالا را تشکیل می‌دهد: برنامه، بازیگری، کارگردانی و نویسندگی. این گروه‌بندی شامل رده‌های فنی نمی‌شود.